# Manuel de Jesús Troncoso
Pour les articles homonymes, voir Troncoso.
Manuel de Jesús Troncoso de la Concha (Saint-Domingue, 3 avril 1878 - Saint-Domingue, 30 mai 1955) est un avocat et homme d'État dominicain ministre de Rafael Trujillo à plusieurs reprises, vice-président de 1933 à 1940, puis président de la République dominicaine de 1940 à 1942.

## Biographie

### Premières années et éducation
Manuel de Jesús Troncoso est né à Saint-Domingue le 3 avril 1878. Il suit sa scolarité au séminaire Saint-Thomas d'Aquin, il sort bachelier en Philosophie et en Lettres le 25 novembre 1895. Il suit également des études de Droit à l'Institut professionnel dont il est diplômé le 3 avril 1899.

### Carrière professionnelle
Troncoso fonde un cabinet d'avocat avant de devenir juge. Sa carrière le mène jusqu'à la Cour suprême de la République dominicaine. Il fut aussi Doyen de la Faculté de Droit de l'Université autonome de Saint-Domingue.

### Carrière politique
Troncoso fut Maire de Saint-Domingue. À partir de 1933, il devient le vice-président de la République dominicaine sous le premier mandat de Rafael Leónidas Trujillo Molina, puis du président Jacinto Bienvenido Peynado. La mort de ce dernier en 1940 le mène à la présidence de la République dominicaine. Le 17 mai 1942, il nomme Rafael Trujillo Ministre de la Guerre et Ministre de la Marine. Après la présidence de la République dominicaine, il devient le président du Sénat de 1942 à sa mort en 1955.

## Œuvre littéraire et intellectuelle
Troncos est un des fondateurs de l'Académie dominicaine d'Histoire et l'auteur de plusieurs manuels de Droit ainsi que de plusieurs romans et nouvelles. De 1899 à 1911, il est aussi le rédacteur en chef du quotidien Listín Diario.